# Opisthopora
Opisthopora — ряд переважно наземних червів. 
Це ряд підкласу Oligochaeta, який відрізняється меганефридіостомальними чоловічими порами, які відкриваються ззаду до останнього сегмента яєчка. Він включає родини мегадрилів переважно наземних справжніх дощових черв'яків. Наразі відомо вісім сімей.

## Родини
- Eudrilidae
- Glossoscolecidae[4]
- Lumbricidae[5]
- Megascolecidae
- Moniligastridae
- Ocnerodrilidae
- Octochaetidae